# 𥝱
𥝱（じょ）および秭（し）は漢字文化圏における数の単位の一つ。𥝱がいくつを示すかは時代や地域により異なるが、現在一般的に行われている万進法では 1024 を示す。元々の漢字は秭（積み重ねる意）であり、日本で用いられる𥝱は和製漢字（国字）である。

## 概要
当初は、10倍ごとに位取りの名称を定める「下数」が行われていたので、「秭」は 109 となる。「秭」は『詩経』周頌に見え、経典に使用例のある最大の数である。
ベトナム語で、109（現在ベトナム以外の漢字文化圏で行われる万進でいうところの「十億」）のことを「tỷ」というが、これは「秭」の漢字音であり、下数に当たる。
後に行われた「上数」では、秭は垓 (1064) の垓倍で 10128 を指した。「中数」の万万進では垓 (1032) の億倍で 1040、万進では垓 (1020) の万倍で 1024 となる。しかし下数以外で「秭」はほとんど使われることがない。
1024 のような巨大な数をどのように表現するかは中華人民共和国で議論がある（垓を参照）が、科学的目的には指数表記を用いるので問題はない。
日本では江戸時代に万進に統一されたので 1024 となり、かつて日本統治下にあった台湾・韓国でも秭は 1024 となった。ただし、いずれの国でも京以上の命数が使われることはまれであり、通常は指数表記が使われる。本来秭と書かれていた単位であるが、日本では『塵劫記』で「𥝱」と誤って書かれ、旁（つくり）の「予」から読み方も「じょ」となった。今日の日本では「𥝱」（じょ）の方が一般的である。
𥝱の位および前後の位の命数は以下のようになる。上数は数が非常に多いので、一部のみを表示している。
| 下数 | 下数 | 万進（現在） | 万進（現在） | 万万進 | 万万進 | 上数  | 上数           |
| ---- | ---- | ------------ | ------------ | ------ | ------ | ----- | -------------- |
| 108  | 垓   | 1020         | 一垓         | 1032   | 一垓   | 1064  | 一垓           |
| 109  | 𥝱   | —            | —            | —      | —      | —     | —              |
| 10   | 穣   | 1023         | 千垓         | 1039   | 千万垓 | 10127 | 千万億兆京垓   |
| —    | —    | 1024         | 一𥝱         | 1040   | 一𥝱   | 10128 | 一𥝱           |
| —    | —    | 1025         | 十𥝱         | 1041   | 十𥝱   | —     | —              |
| —    | —    | 1026         | 百𥝱         | 1042   | 百𥝱   | 10192 | 一垓𥝱         |
| —    | —    | 1027         | 千𥝱         | 1043   | 千𥝱   | —     | —              |
| —    | —    | 1028         | 一穣         | 1044   | 一万𥝱 | 10255 | 千万億兆京垓𥝱 |
| —    | —    | —            | —            | 1045   | 十万𥝱 | 10256 | 一穣           |
| —    | —    | —            | —            | 1046   | 百万𥝱 |       |                |
| —    | —    | —            | —            | 1047   | 千万𥝱 |       |                |
| —    | —    | —            | —            | 1048   | 一穣   |       |                |

## 性質
1𥝱は、英語圏のShort scaleでは Septillion、Long scaleでは Quadrillion に相当する。
千進の英語圏Short scale、万進の漢字圏、百万進のLong scaleで単位があがる数である。これは他に兆、澗、極、那由他（指数が12の倍数となる10の累乗数）が該当する。

## 使用例
- 地球の質量はおよそ5𥝱9720垓キログラム（＝5972𥝱グラム）である。
- 放射性崩壊が実際に観測された中で最長の半減期を持つ核種であるテルル128の半減期は2𥝱2000垓年である。